# Гантенбайн, Сандра
Са́ндра Гантенба́йн (нем. Sandra Gantenbein; 1984; Швейцария) — швейцарская кёрлингистка.
Играет на позиции первого.

## Достижения
- Чемпионат Швейцарии по кёрлингу среди женщин: золото (2013), серебро (2010, 2011).

## Команды
| Сезон   | Четвёртый          | Третий           | Второй             | Первый            | Запасной                                                                           | Турниры                      |
| ------- | ------------------ | ---------------- | ------------------ | ----------------- | ---------------------------------------------------------------------------------- | ---------------------------- |
| 2003—04 | Кристине Урех      | Stéphanie Jäggi  | Сандра Гантенбайн  | Christine Dreier  | Tania Grivel тренер: Sibille Buhlmann                                              | ЧМЮ 2004 (5 место)           |
| 2006—07 | Ирене Шори         | Кристине Урех    | Сандра Гантенбайн  | Sabrina Geiler    | Karin Baumann                                                                      |                              |
| 2008—09 | Сильвана Тиринцони | Кармен Кюнг      | Ирене Шори         | Кристине Урех     | Сандра Гантенбайн                                                                  |                              |
| 2009—10 | Сильвана Тиринцони | Ирене Шори       | Кристине Урех      | Сандра Гантенбайн |                                                                                    |                              |
| 2009—10 | Сильвана Тиринцони | Ирене Шори       | Эстер Нойеншвандер | Сандра Гантенбайн | Анна Нойеншвандер, Кристине Урех тренер: Laurie Burrows                            | ЧШЖ 2010                     |
| 2010—11 | Сильвана Тиринцони | Ирене Шори       | Эстер Нойеншвандер | Сандра Гантенбайн | Анна Нойеншвандер тренер: Laurie Burrows                                           | ЧШЖ 2011                     |
| 2011—12 | Сильвана Тиринцони | Ирене Шори       | Эстер Нойеншвандер | Сандра Гантенбайн | Анна Нойеншвандер, Мануэла Корман-Нетцер тренер: Ralph Schönfeld                   | ЧШЖ 2012 (4 место)           |
| 2012—13 | Сильвана Тиринцони | Марлене Альбрехт | Эстер Нойеншвандер | Сандра Гантенбайн | Анна Нойеншвандер (ЧШЖ) Andrea Marx (ЧШЖ) Мануэла Зигрист (ЧМ) тренер: Brian Chick | ЧШЖ 2013 · ЧМ 2013 (5 место) |

(скипы выделены полужирным шрифтом; см. также )